# Sparganium eurycarpum
Sparganium eurycarpum es una planta acuática de la familia del junco (Typhaceae), dentro del orden Poales en lo que comúnmente llamamos grupo de las monocotiledóneas, aunque hoy en día se agrupan dentro del grupo Liliopsida; también se clasifica este género dentro de su propia familia Sparganiaceae. El nombre del género Sparganium se deriva del griego “Sparganion” un nombre que era usado por Dioscórides, un farmacólogo griego del siglo I d. C., la especie, S. eurycarpum, se deriva del griego “eury” (ancho) y “karpos” (fruto), es decir “fruto ancho”.

## Descripción
Planta acuática, herbácea, robusta, de hasta 2,5 m de altura, hojas e inflorescencia emergentes; hojas erectas, quilladas, pero algunas veces aplanadas distalmente de hasta 2,5 m de largo y entre 6 a 20 mm de ancho; inflorescencias usualmente ramificadas y erectas. Se diferencia de S. americanum por su fruto sésil en forma de pirámide invertida y por presentar dos estigmas en cada flor (es la única especie en el género con esta característica).

## Distribución
Tiene una amplia distribución en Canadá y Estados Unidos de América; en México solo se conoce de dos colectas, una en Baja California (Sierra de Juárez, cerca de Ensenada) y otra en el estado de México, dichas colectas se realizaron hace más de medio siglo.

## Ambiente
Dulceacuícola, o en ocasiones salobre, en lagos, zonas inundadas o canales, sobre una amplia variedad de sustratos, se ha colectado en México entre los 1,500 y 2,400 m s. n. m.

## Estado de conservación
En México se le considera bajo la categoría de “En Peligro de extinción” (P) según la NOM-059-SEMARNAT-2010. Considerada como de Preocupación Menor (LC = Least Concern) por la Lista Roja de especies amenazadas de la IUCN.